# NGC 5340
NGC 5340 é uma galáxia espiral (S) localizada na direcção da constelação de Ursa Minor. Possui uma declinação de +72° 39' 16" e uma ascensão recta de 13 horas, 48 minutos e 59,8 segundos.
A galáxia NGC 5340 foi descoberta em 6 de Maio de 1886 por Lewis A. Swift.